# United States Marine Corps

Sigla USMC

United States Marine Corps (abreviat USMC) este numele oficial al infanteriei marine a Statelor Unite ale Americii.
Este o ramură a forțelor militare americane, obiectivele acesteia fiind trimiterea de forțe militare pe apă, cu ajutorul transportului oferit de Marina militară pentru diverse misiuni militare. United States Marine Corps se află sub conducerea Departamentului Naval al Statelor Unite, însă având misiuni diferite cooperând în special cu forțele navale pentru antrenamente, transport, și tactici militare. Inițial sub numele de Continental Marines a fost fondată pe data de 10 noiembrie 1775 pe post de infanterie navală. În acest timp Marine Corps a evoluat in misiunea sa ce avea la bază schimbarea doctrinei și a politicii internaționale americane. USMC a servit în toate conflictele armate americane inclusiv în Războiul Revoluționar American. 
În mijlocul secolului al XX-lea, Marine Corps devenise principala ramură de teorii și practici de tactici militare. Experiența sa de a câștiga diverse conflicte a făcut din Marine Corps un organ important în împlinirea aplicațiilor ale politicii internaționale americane. 
United States Marine Corps avea 2009 un număr de aproximativ 203.000 de soldați activi și 40.000 de rezervă, fiind ramura cu cel mai mic număr de soldați ale forțelor armate ale Statelor Unite din Ministerul Apărării (United States Coast Guard este mai mică cu aproximativ o cincime din mărimea United States Marine Corps, însă servește numai la apărarea teritoriului american). Totuși USMC este mai mare decât multe puteri militare; de exemplu este mai mare decât Armata Israeliană sau Armata Britanică.

## Obiective
United States Marine Corps servește drept o forță cu o tactică pregătitoare. În prezent deține 3 zone de răspundere cum apare în Alineatul 10 al codului Statelor Unite, introdus inițial în Legea Națională de Securitate din 1947:
- Atacarea sau apărarea bazelor navale și altor operațiuni pe sol pentru întăriri navale

- Dezvoltarea tacticilor, tehnicilor și echipamentului folosit de forțele de transport pe sol; și

- "Alte activități pe care Președintele le-ar putea preciza."